# Горбунов Ігор Олексійович
Ігор Олексійович Горбунов (12 липня 1941, місто Чкалов, тепер Оренбург, Російська Федерація — 22 вересня 2022, місто Уфа, Башкортостан, Російська Федерація) — радянський державний діяч, 1-й секретар Башкирського республіканського комітету КПРС. Член ЦК КПРС у 1990—1991 роках. Народний депутат Башкирської АРСР.

## Життєпис
Народився в родині службовців. Після закінчення середньої школи в Ленінграді переїхав до Уфи. У 1959 році закінчив Уфимське технічне училище № 1, здобув спеціальність апаратника хімічних виробництв.
З 1959 року — апаратник цеху газорозділу Уфимського заводу синтетичного спирту Башкирської АРСР.
У 1965 році закінчив Уфимський нафтовий інститут.
У 1965—1971 роках — майстер, начальник зміни цеху, старший інженер, керівник групи, в 1971—1973 роках — завідувач лабораторії Уфимського хімічного заводу.
Член КПРС з 1971 року.
У 1973—1978 роках — заступник секретаря партійного комітету Уфимського хімічного заводу.
У 1978—1984 роках — інструктор Башкирського обласного комітету КПРС.
У 1984—1987 роках — заступник завідувача відділу організаційно-партійної роботи Башкирського обласного комітету КПРС.
У 1987—1989 роках — завідувач загального відділу Башкирського обласного комітету КПРС.
У 1989—1990 роках — 1-й секретар Орджонікідзевського районного комітету КПРС міста Уфи.
10 лютого — 27 квітня 1990 року — голова тимчасового Башкирського обласного бюро КПРС.
27 квітня 1990 — 23 серпня 1991 року — 1-й секретар Башкирського республіканського комітету КПРС.
У 1991—1996 роках працював у комерційних банках в місті Уфі.
У 1996—2002 роках — комерційний директор акціонерного товариства «Башкирнафтопродукт» в Уфі.
З 2002 року працював у комерційних банках в місті Уфі.
Помер 22 вересня 2022 року в місті Уфі.

## Нагороди і звання
- медалі
- Почесна грамота Президії Верховної Ради Башкирської АРСР